# 広交本社
株式会社広交本社（ひろこうほんしゃ、英文：hiroko group.co., Ltd.）は、日本の事業持株会社・コングロマリットである。交通運輸業主体の企業グループである「広交グループ」（ひろこうグループ）を統括しつつ、不動産業・広告代理業も行う。1981年5月11日設立。本社は広島県広島市西区三篠町3丁目14番17号。
不動産部門では、土地・建物の売買や建物賃貸事業のほか、広島市安佐南区高取南の平和台団地内に所在する墓苑「平和台やすらぎパーク沙羅苑」（事業主：正伝寺）における、墓地・墓石の販売事業を行っている。

## 関連会社
- 広島交通
- 広交観光
  - 八幡高原191
- 広交タクシー
- 広島日産自動車（日産・ブルーステージ）
- 福山日産自動車（日産・ブルーステージ）
- 新生サービスセンター
- 広交産業

### 元関連会社
- 千代田ゴルフ倶楽部

商号：株式会社千代田ゴルフ倶楽部。ゴルフ場運営会社。1988年7月に広交開発株式会社として設立。1992年10月、山県郡千代田町寺原に同名ゴルフ場（18ホール）をオープン。同年11月に株式会社千代田ゴルフ倶楽部へ商号変更。2008年8月8日、広島地裁へ民事再生法適用を申請。その後、オリックスグループのオリックス・ゴルフ・マネジメント株式会社へゴルフ場運営事業は譲渡された。